# Pseudodipsas sumatrae
Pseudodipsas sumatrae är en fjärilsart som beskrevs av Felder 1865. Pseudodipsas sumatrae ingår i släktet Pseudodipsas och familjen juvelvingar. Inga underarter finns listade i Catalogue of Life.